# Yuan lou
Gli yuan lou, o tulou di Fujian (福建土楼S, lett. "Edifici di terra del Fujian") sono le abitazioni rurali cinesi tipiche del popolo Hakka nelle aree montuose del sud-est del Fujian. Gli Hakka, in cinese "Kejia 客家", letteralmente, "famiglie invitate", sono un popolo di etnia Han residente per secoli nelle aree meridionali della Cina, in particolare nel Guangdong, Fujian, Jiangxi, Guangxi, Sichuan, Hunan, Zhejiang, Hainan e Guizhou. Gli studiosi hanno individuato le province dell'Henan e dell'Hubei come aree di origine di questo popolo, che si è poi insediato nella Cina meridionale.
I tulou furono in gran parte costruiti tra il XII e il XX secolo.

## Descrizione
Un tulou è di norma una struttura in terra larga, chiusa e fortificata, più comunemente nella configurazione rettangolare o circolare, con pareti portanti in terra battuta molto spesse, alte da tre e cinque piani e che possono ospitare fino a 800 persone. Gli edifici interni più piccoli sono spesso chiusi da queste enormi mura periferiche che possono contenere sale, magazzini, pozzi e aree abitative, l'intera struttura ricorda una piccola città fortificata.
Le strutture esterne fortificate sono formate da terra compattata, mescolata con pietra, bambù, legno e altri materiali prontamente disponibili, per formare pareti fino allo spessore di 1,8 metri. Rami, strisce di legno e trucioli di bambù sono spesso posati nel muro come rinforzo aggiuntivo. Il risultato è un edificio ben illuminato, ben ventilato, antivento e antisismico, caldo d'inverno e fresco d'estate. Queste costruzioni di solito hanno un solo cancello principale, sorvegliato da porte di legno (spesse tra i 100 e i 130 millimetri) rinforzate con un guscio esterno di lamiera di ferro. Il livello superiore di questi edifici di terra ha feritoie per scopi difensivi.
La maggior parte dei tulou (ad eccezione del Dadi tulou nella  Contea di Hua'an) si trovano in un'area geografica relativamente piccola, a cavallo del confine tra le contee di  Yongding e  Nanjing, nella provincia di Fujian. Queste sono amministrate come un sito turistico unico (noto come l'area scenica di Nanchino Tulou) con il suo ingresso a Shuyang (Contea di Nanjing, Zhangzhou). Le visite in quest'area comprendono quindi di solito un tour tra i più caratteristici e famosi sia dello "Yongding" (Gaobei Tulou Cluster, Hongkeng Tulou Cluster, Gruppo di Chuxi Tulou, Zhenfulou Earthen House e Yanxianglou Earthen House) che di "Nanjing" (Tianluokeng tulou cluster, Hekeng Tulou Cluster, Heguilou Earthen House e Huaiyuanlou Earthen House).
Un totale di 46 siti di tulou del Fujian sono stati inscritti nel 2008 dall'UNESCO come Patrimonio dell'umanità, come "esempi eccezionali di tradizione e funzione edilizia che esemplificano un particolare tipo di vita comunitaria e organizzazione difensiva [in] relazione armoniosa con il loro ambiente ". I siti inscritti includono il Gruppo dei Chuxi Tulou, Tianluokeng tulou cluster, Hekeng tulou cluster, Gaobei tulou cluster, Dadi tulou cluster, Hongkeng tulou cluster, Yangxian Lou, Huiyuan Lou, Zhengfu Lou e Hegui Lou.